# 刘克甫
米哈伊尔·瓦西里耶维奇·克留科夫（俄语：Михаи́л Васи́льевич Крю́ков，1932年7月12日—2024年6月19日），汉名刘克甫，苏联和俄罗斯汉学家、民族学家，欧洲科学院院士、英国皇家人类学会（Royal Anthropology Institute）名誉会员。

## 生平
刘克甫1955年毕业于莫斯科国立国际关系学院，1962年在北京大学获得硕士学位，后进入苏联科学院米克卢霍-马克莱民族学和人类学研究所、莫斯科国立大学亚非学院工作。 刘克甫是中国古代史专家，研究涉及古代中国社会组织形式、古代亲缘关系、甲骨文研究等。 退休后离开俄罗斯，曾在淡江大学授课，后在中国、日本、古巴等多地讲学。主要著作包括基础教材《古代汉语》（"Древнекитайский язык"，1978年）等。他的兒子是劉華夏。2024年6月19日在北京病逝，享年92歲。